# Ruthénate de strontium
Le ruthénate de strontium est un oxyde mixte de strontium et de ruthénium. Le plus connu et étudié est le 214 dont la formule chimique est Sr2RuO4 (SRO). Il s'agissait du premier supraconducteur perovskite signalé ne contenant pas de cuivre,. La structure du SRO est très similaire aux supraconducteurs cuprate à haute température et, en particulier, presque identique au supraconducteur dopé au lanthane (La, Sr)2CuO4. En fait, le SRO était utilisé comme substrat pour la croissance de La2CuO4 avant même qu'on découvre son propre état supraconducteur. Cependant, la température de transition pour la transition de phase supraconductrice (TC) est de 0,93 K, ce qui est très inférieur à la valeur correspondante pour les cuprates.
Des cristaux de SRO de haute qualité sont synthétisés par une méthode de zone flottante dans une atmosphère contrôlée avec du ruthénium comme fondant. La structure de la pérovskite peut être déduite des mesures de diffraction des rayons X sur poudre. Le SRO se comporte comme un liquide de Fermi classique à des températures inférieures à 25 K.

## Supraconductivité
Yoshiteru Maeno et son groupe ont observé pour la première fois la supraconductivité dans le SRO en 1994 alors qu'ils recherchaient des supraconducteurs à haute température dans des matériaux dotés de structures similaires aux cuprates. Contrairement aux cuprates, le SRO démontre de la supraconductivité même en absence de dopage. En fait, le dopage s'avère extrêmement néfaste à l'état supraconducteur du SRO, une propriété signalant son caractère non conventionnel. À cause de sa faible TC, de sa pureté nécessaire et de sa non-conventionnalité, le SRO est considéré comme un archétype de supraconductivité non conventionnelle et devrait être parfaitement bien compris au niveau théorique. Le paramètre d'ordre est un objet essentiel à la caractérisation d'un état ordonné comme la supraconductivité, cependant dans le cas du SRO, même la symétrie de cet objet est encore aujourd'hui grandement débattue et loin d'un consensus.
Le SRO est considéré comme un système assez bidimensionnel, la physique importante se produisant principalement dans le plan Ru-O. La structure électronique du SRO est caractérisée par trois bandes dérivées des orbitales 4d-t2g du ruthénium, à savoir les bandes α, β et γ, dont la première est semblable à un trou tandis que les deux autres sont semblables à des électrons. Parmi elles, la bande γ provient principalement de l'orbitale dxy, tandis que les bandes α et β émergent de l'hybridation des orbitales dxz et yz. En raison de la bidimensionnalité du Sr2RuO4, sa surface de Fermi est composée de trois feuilles presque bidimensionnelles avec une faible dispersion le long de l’axe cristallin c et le composé est presque magnétique.
Il a été démontré que le paramètre d'ordre supraconducteur dans le SRO présentait des signatures de rupture de symétrie par inversion du temps  et qu'il pouvait donc être classé comme supraconducteur non conventionnel.
Les premières propositions ont suggéré que la supraconductivité soit dominante dans la bande γ. En particulier, le paramètre d'ordre p-wave chiral présente un enroulement de phase à dépendance en k qui est caractéristique de la rupture de symétrie par inversion du temps. On s'attend à ce que cet ordre supraconducteur à une seule bande donne lieu à un supercourant spontané de taille appréciable au bord de l'échantillon. Un tel effet est étroitement associé à la topologie de l'hamiltonien décrivant le SRO dans l'état supraconducteur, caractérisé par un nombre de Chern non nul. Cependant, les sondes à balayage n'ont jusqu'à présent pas permis de détecter les champs de rupture de symétrie d'inversion de temps attendus générés par le supercourant, par plusieurs ordres de grandeur. Cela a conduit certains à penser que la supraconductivité découle principalement des bandes α et β. Un tel supraconducteur à deux bandes, bien que possédant des paramètres d'ordre avec une phase dépendant en k sur les deux bandes pertinentes, est topologiquement trivial, les deux bandes présentant des nombres de Chern opposés. Par conséquent, il pourrait éventuellement donner un supercourant très réduit, voire totalement annulé, aux bords. Cependant, ce raisonnement naïf n’a pas été jugé totalement correct: l’intensité du courant de front n’est pas directement liée à la propriété topologique de l’état chiral. En particulier, bien que la topologie non triviale devrait donner lieu à des états de bord chiraux protégés, en raison de la symétrie U(1), la coupure du courant de bord n'est pas une quantité protégée. En fait, il a été démontré que le courant de front s'annule de manière identique pour tous les états d'appariement chiral à moment angulaire élevé qui présentent des nombres de Chern encore plus grands, tels que les ondes chirales d, f, etc.,
TC semble augmenter sous compression uni-axiale.